# هود ریور (اورگن)
هود ریور (به انگلیسی: Hood River) شهری در شهرستان هود ریور ایالت اورگن است و در سرشماری سال ۲۰۱۱ میلادی، ۷٬۱۶۷ نفر جمعیت داشته که نسبت به سال ۲۰۱۰، ۲٫۱۳ درصد رشد جمعیت داشته‌است. هود ریور یک شهر بندری در جنوب رودخانه کلمبیا است. در شمال هود ریور شهر وایت سامان (White Salmon) قرار دارد. هود ریور دارای آب و هوای معتدل با زمستانهای بارانی و تابستانهای گرم است. شهر هود ریور در چهل و هشت کیلومتری شمال کوه هود قرار دارد. کوه هود بلندترین کوه در ایالت اورگان است. در آمدترین صنایع شهر هود ریور کشاورزی، گردشگری و صنعت سرگرمی هستند. میوه‌های رایج در این شهر سیب، گلابی و گیلاس هستند. گردشگران معمولاً برای غذا و ورزش به این شهر می‌آیند. دوچرخه سواری در کوهستان، قایقرانی و اسکی در این شهر بسیار محبوب هستند. در ماه آوریل، مهمانان زیادی برای دیدن جشنواره هود ریور بلاسم ولی (Blossom Valley) به این شهر میایند.

## موقعیت جغرافیایی
موقعیت جغرافیایی شهرها و مناطق اطراف به شرح زیر است: